# فايي غران ري
بلدية فايي غران ري (بالإسبانية: Valle Gran Rey) هي بلدية تقع في مقاطعة سانتا كروث دي تينيريفه التابعة لمنطقة جزر الكناري جنوب غرب إسبانيا.

## الديموغرافيا
بلغ عدد سكان بلدية فايي غران ري 5.364 نسمة عام 2011 (وفقاً للمعهد الوطني للإحصاء الإسباني).
| 3.631 | 3.713 | 4.228 | 4.857 | 5.116 | 5.129 | 5.364 |